# Henri de Noailles
Henri de Noailles, comte d'Ayen (1554–1623) est un commandant pendant les Guerres de Religion.

## Biographie
Henri de Noailles est le fils d'Antoine de Noailles et d'Anne de Gontaut, fille de Raymond, seigneur de Cabreret. Il est né le 5 juillet 1554 à Londres pendant l'ambassade de son père en Angleterre, dans une fratrie nombreuse, entouré de sept frères et sœurs. 

### Une famille puissante
La famille de Noailles est une famille noble très puissante pour laquelle le mariage d'Henri est une affaire d'importance pour s'allier  à une autre famille noble. Le 22 juin 1578, il épouse Jeanne Germaine d'Espagne, fille de Jacques Mathieu d’Espagne, seigneur de Panassac, et de Catherine de Narbonne, baronne de Léron avec laquelle il aura 6 enfants. 
La famille de Noailles a ses entrées directement auprès du roi de France et le 3 juin 1583, Henri est fait gentilhomme ordinaire de la chambre du roi. 
Usage familial chez les grandes familles nobles, les enfants cadets sont placés par le roi, à des postes importants de l'église catholique; ce qui intensifie le rejet de ce système par les Réformés. En 1575, un chef huguenot, Jean de Cugnac, investit l'abbaye de St Amand, dont l'abbé, cadet de la maison Noailles l'avait reçu comme un bien familial que l'on transmettait d'oncle à neveu, et Jean de Cugnac la livre au pillage de ses hommes. Henri de Noailles, neveu de l'abbé, venu avec ses hommes au secours de l'abbaye ne peut en déloger les hommes retranchés dans l'enceinte de l'abbaye. Il doit chercher des canons à Brive pour déloger les Réformés avec une canonnade fournie dont on voit encore aujourd'hui les traces sur l'enceinte de l'abbaye. 
Continuant la tradition familiale, le comte Henri de Noailles fait élire le curé limousin Raymond  Rouchon, roturier, compatriote et vassal des Noailles, évêque au siège de Saint-Flour (1599-1605). Celui-ci n'était qu'un prête-nom pour la maison de Noailles, car, aussitôt que son fils Charles de Noailles eut l'âge légal de 21 ans pour recevoir un évêché, Raymond Rouchon s'en démit à son profit. 
Il accumule les titres divers au cours de sa carrière politique. En 1593, le roi Henri IV le fait comte d'Ayen. En 1597, il est nommé conseiller d’État. En 1612, il est fait seigneur de Pénières, de Chambres et de Montclar, seigneur de Nozières et de Labroha et deuxième seigneur de Jussac.

### Un homme politique de noblesse seconde
Aîné de sa famille, c'est le métier des armes qui lui est dévolu. Il fait partie de ce que l'on nomme la « noblesse seconde », c'est-à-dire qu'il n'est pas un membre des grandes familles des pairs et des ducs de France et son pouvoir bien qu'important reste de l'ordre de la région qu'il contrôle. En 1585, il commande une cinquantaine d'hommes avec le titre de capitaine. En 1604, il est nommé lieutenant général en haut pays d'Auvergne et Henri IV le nomme à l'ordre du Saint-Esprit et gouverneur du Rouergue.  Il est aussi bailli des Montagnes d'Auvergne (1601-1623).
Pendant les guerres de religion, il sert le roi de France et participe en 1596 à l'assemblée des notables à Rouen.
Le financement de l'effort de guerre en cette période troublée est l'objet de discussions entre le seigneur et les villageois au sujet du recrutement des capitaines et, Henri de Noailles souhaite créer une taxe supplémentaire. Bien qu'il soit l'un des rares nobles influents du Bas-Limousin à cette époque, cela n'empêche pas des jacqueries de croquants contre la levée des taxes royales.
Henri de Noailles, doté de larges pouvoirs politiques et militaires, et son fils Charles, à la fois évêque et abbé, sont de véritables refondateurs et bâtisseurs d’Aurillac et de Saint-Flour. Les actions énergiques du père et du fils ont su panser les plaies de la Haute-Auvergne après les destructions des guerres de religion.
Henri de Noailles décède le 13 mai 1623, à l’âge de 68 ans.

## Source et références
1. ↑  « Généalogie de Henri de NOAILLES », sur Geneanet (consulté le 14 septembre 2020).
2. ↑  « Au temps des Noailles », sur pagesperso-orange.fr via Wikiwix (consulté le 9 juillet 2023).
3. ↑  (th) « แอพยืมเงินสดเงินด่วนฉุกเฉิน 1000 - 5000 บาท สามารถกู้ได้ผ่านแอพทั้ง ios และ android - เว็บรีวิวของแหล่งสินเชื่อเงินด่วนทีได้จริงในปี 2020 », sur เว็บรีวิวของแหล่งสินเชื่อเงินด่วนทีได้จริงในปี 2020 (consulté le 14 septembre 2020).
4. ↑  dans le Dictionnaire statistique et historique du Cantal - T. 3, p. 362.
5. ↑  Le Grand Dictionnaire géographique historique et critique par Antoine-Augustin Bruzen de La Martinière, p.579.
6. ↑  Le grand dictionnaire historique ou Le melange curieux de l'Histoire sacrée ...  par Louis Moreri,Desaint et Saillant (París)
7. ↑  Seigneurs et communautés villageoises au temps des guerres de Religion, Michel Cassan in Revue historique 2001/2 (n° 618) Éditeur PUF Page 433-450
8. ↑  « Archives Départementales du Cantal », sur cantal.fr (consulté le 16 mai 2021).